# Liste der Ministerpräsidenten Syriens
Dieser Artikel listet die syrischen Ministerpräsidenten auf, deren Amt seit 1920 besteht. Der Ministerpräsident steht dem Ministerrat vor.

## Ministerpräsidenten des Königreiches Syrien 1920
Ministerpräsidenten des Königreichs Syrien (1920):
- Ali Rida ar-Rikabi: März bis Mai 1920
- Haschim Chalid al-Atassi: Mai bis 28. Juli 1920
- Ala ad-Din ad-Durubi Basha: 28. Juli bis 21. August 1920
- Dschamil al-Ulschi: 6. September bis 30. November 1920

## Ministerpräsidenten im französischen Mandat 1920–1943
Ministerpräsidenten Syriens und des Libanon zur Zeit des französischen Völkerbundsmandats:
- Haqqi Bay al-Azm: 7. Juni 1932 bis 16. März 1934
- Tadsch ad-Din al-Hasani: 16. März 1934 bis 22. Februar 1936
- Ata al-Ayyubi: 22. Februar 1936 bis 21. Dezember 1936
- Dschamil Mardam Bay: 21. Dezember 1936 bis 18. Februar 1939
- Lutfi al-Haffar: 23. Februar bis 13. März 1939
- Nasuhi al-Buchari: 6. April bis 9. Juli 1939

## Ministerpräsidenten der Syrischen Republik 1941–1958
Ministerpräsidenten der Syrischen Republik (1941 bis 1958):
- Chalid al-Azm: 4. April bis 21. September 1941
- Hassan al-Hakim: 21. September 1941 bis 19. April 1942
- Housni al-Barazi: 19. April 1942 bis 10. Januar 1943
- Dschamil al-Ulschi: 10. Januar bis 25. März 1943
- Saadallah al-Dschabiri: 19. August 1943 bis 14. Oktober 1944
- Faris al-Churi: 14. Oktober 1944 bis 1. Oktober 1945
- Saadallah al-Dschabiri: 1. Oktober 1945 bis 16. Dezember 1946
- Chalid al-Azm: 16. Dezember bis 29. Dezember 1946
- Dschamil Mardam Bay: 29. Dezember 1946 bis 17. Dezember 1948
- Chalid al-Azm: 17. Dezember 1948 bis 30. März 1949
- Husni az-Za'im: 17. April bis 26. Juni 1949
- Muhsin al-Barazi: 26. Juni bis 14. August 1949
- Hachem al-Atassi: 17. August bis 24. Dezember 1949
- Nazim al-Kudsi: 24. Dezember bis 27. Dezember 1949
- Chalid al-Azm: 27. Dezember 1949 bis 4. Juni 1950
- Nazim al-Kudsi: 4. Juni 1950 bis 27. März 1951
- Chalid al-Azm: 27. März bis 9. August 1951
- Hassan al-Hakim: 9. August bis 13. November 1951
- Zaki al-Chatib: 13. November bis 28. November 1951
- Maarouf al-Dawalibi: 28. November bis 29. November 1951
- Fawzi al-Silu: 3. Dezember 1951 bis 19. Juli 1953
- Adib asch-Schischakli: 19. Juli 1953 bis 1. März 1954
- Sabri al-Assali: 1. März bis 19. Juni 1954
- Said al-Ghazzi: 19. Juni bis 3. November 1954
- Faris al-Churi: 3. November 1954 bis 13. Februar 1955
- Sabri al-Assali: 13. Februar bis 13. September 1955
- Said al-Ghazzi: 13. September 1955 bis 14. Juni 1956
- Sabri al-Assali: 14. Juni 1956 bis 6. März 1958

## Präsidenten des Exekutivrats der syrischen Region in der Vereinigten Arabischen Republik 1958–1961
Von 1958 bis 1961 war Syrien Teil der Vereinigten Arabischen Republik, die Präsidenten des Exekutivrats der syrischen Region waren:
- Nureddin Kuhala: 7. Oktober 1958 bis 20. September 1960
- Abdul Hamid Serraj: 20. September 1960 bis 16. August 1961

## Ministerpräsidenten der Arabischen Republik Syrien 1961–2024
Ministerpräsidenten der Arabischen Republik Syrien von 1961 bis 2024:
| Arabische Republik Syrien                | Arabische Republik Syrien | Arabische Republik Syrien   | Arabische Republik Syrien | Arabische Republik Syrien | Arabische Republik Syrien |
| #                                        | Bild                      | Name                        | Amtsantritt               | Amtsaustritt              | Partei                    |
| ---------------------------------------- | ------------------------- | --------------------------- | ------------------------- | ------------------------- | ------------------------- |
|                                          |                           | Maamun al-Kuzbari           | 29. September 1961        | 20. November 1961         | parteilos                 |
|                                          |                           | Izzat an-Nuss               | 20. November 1961         | 14. Dezember 1961         | Militär                   |
|                                          |                           | Maarouf al-Dawalibi         | 22. Dezember 1961         | 28. März 1962             | Volkspartei               |
|                                          |                           | Ahmad Baschir al-Azuma      | 16. April 1962            | 14. September 1962        | parteilos                 |
|                                          |                           | Chalid al-Azm               | 17. September 1962        | 9. März 1963              | parteilos                 |
| Arabische Republik Syrien (Baath-Regime) |                           |                             |                           |                           |                           |
|                                          |                           | Salah ad-Din al-Bitar       | 9. März 1963              | 12. November 1963         | Baath-Partei              |
|                                          |                           | Amin al-Hafiz               | 12. November 1963         | 13. Mai 1964              | Baath-Partei              |
|                                          |                           | Salah ad-Din al-Bitar       | 13. Mai 1964              | 3. Oktober 1964           | Baath-Partei              |
|                                          |                           | Amin al-Hafiz               | 4. Oktober 1964           | 23. September 1965        | Baath-Partei              |
|                                          |                           | Yusuf Zuayyin               | 23. September 1965        | 21. Dezember 1965         | Baath-Partei              |
|                                          |                           | Salah ad-Din al-Bitar       | 1. Januar 1966            | 23. Februar 1966          | Baath-Partei              |
|                                          |                           | Yusuf Zuayyin               | 25. Februar 1966          | 29. Oktober 1968          | Baath-Partei              |
|                                          |                           | Nureddin al-Atassi          | 29. Oktober 1968          | 21. November 1970         | Baath-Partei              |
|                                          |                           | Hafiz al-Assad              | 21. November 1970         | 3. April 1971             | Baath-Partei              |
|                                          |                           | Abdul Rahman Kleifawi       | 3. April 1971             | 21. Dezember 1972         | Baath-Partei              |
|                                          |                           | Mahmud al-Ayyubi            | 21. Dezember 1972         | 7. August 1976            | Baath-Partei              |
|                                          |                           | Abdul Rahman Kleifawi       | 7. August 1976            | 27. März 1978             | Baath-Partei              |
|                                          |                           | Mohammed Ali al-Halabi      | 27. März 1978             | 9. Januar 1980            | Baath-Partei              |
|                                          |                           | Abdul Rauf al-Kasm          | 9. Januar 1980            | 1. November 1987          | Baath-Partei              |
|                                          |                           | Mahmoud Zoubi               | 1. November 1987          | 13. März 2000             | Baath-Partei              |
|                                          |                           | Mohamed Moustafa Mero       | 13. März 2000             | 10. September 2003        | Baath-Partei              |
|                                          |                           | Mohammed Naji al-Otari      | 10. September 2003        | 29. März 2011             | Baath-Partei              |
|                                          |                           | Adel Safar                  | 3. April 2011             | 23. Juni 2012             | Baath-Partei              |
|                                          |                           | Riad Hijab                  | 23. Juni 2012             | 6. August 2012            | Baath-Partei              |
|                                          |                           | Wael al-Halki               | 9. August 2012            | 22. Juni 2016             | Baath-Partei              |
|                                          |                           | Emad Chamis                 | 22. Juni 2016             | 11. Juni 2020             | Baath-Partei              |
|                                          |                           | Hussein Arnus               | 11. Juni 2020             | 23. September 2024        | Baath-Partei              |
|                                          |                           | Mohammad Ghazi al-Dschalali | 23. September 2024        | 8. Dezember 2024          | Baath-Partei              |

## Ministerpräsidenten der syrischen Übergangsregierung seit 2024
- Mohammad Ghazi al-Dschalali (kommissarisch): 8. bis 9. Dezember 2024
- Mohammed al-Baschir: seit dem 9. Dezember 2024